# AliA (日本のバンド)
AliA（アリア）は、日本のロックバンド。ギター担当のEREN、キーボード担当のTKTを中心として2018年7月に結成。男女5人構成。所属はSHOW DESIGN。レーベルはSLIDE SUNSETとポニーキャニオン。
ロックやクラシックなどのジャンルに各々影響されたメンバーで構成されたバンドの為、｢ハイブリッドロックバンド」を標榜している。バンド名の由来は、特に意味はないが「文字の見た目が良く、言葉の響きも良く、決して省略されない」のが決め手になっている。

## メンバー
※メンバー順は公式サイトを参考
AYAME（ボーカル）
12月26日生まれ。
作詞を担当。歌が上手な父の影響で歌いはじめる。小学時代から家族でカラオケに行き、Superflyやいきものがかりに憧れる。中学時代の合唱コンクールでは「歌がうまいからひとりで歌え」と先生に言われてレミオロメンの「3月9日」を全校生徒の前で歌って賞を獲得した。高校時代にロックバンドのパラモアに出会い、「バンドが一番自分を表現できる」と考える。千葉で弾き語りの活動をしていたが、知り合いのツテでTKTが存在を知り、ERENとライブを観覧。歌に惚れ込んだERENから熱心なアプローチを受けて加入。
EREN（ギター）
12月30日生まれ。
主に作曲を担当。高校時代に軽音部にあったギターを何気なく触り、コードを教わり弾くと「飲み込みが早い」と褒められ、徐々に音楽活動をはじめる。高校卒業後に「音楽で生きていく」ために上京するが、同じ志を持つ者になかなか出会えなかった。AliAの基となるバンドのメンバーを探している時、たまたま入っていたインストゥメンタルバンドのLINEグループでTKTの存在を見つけ、即時アプローチしてグループ結成に至る。
TKT（キーボード）
8月22日生まれ。長野県出身。
作詞を担当。3歳からピアノを習い、高校に入るまでは殆どクラシックしか聴いていなかった。BUMP OF CHICKENをきっかけにバンドの音楽も聴き始める。音楽大学を卒業後、たまたまインストゥメンタルバンドのLINEグループ内にいたERENからアプローチを受けてグループを結成する。初ステージは、サポートメンバーとして参加したZepp DiverCity。
RINA（ヴァイオリン & キーボード）
3月19日生まれ。
母親がピアノの先生もあり3歳でピアノを始めるが、右手も左手も同じように動かすピアノが本人には難しく、4歳からヴァイオリンを始める。クラシックの経験を積んでいたが、「カッコいいもの」にも憧れがあり、ロックヴァイオリニストAyasaの存在を知りエレキヴァイオリンに興味を持ち、その流れでロックにも興味を持つ。ERENからのアプローチに当初は周囲から反対され消極的だったが、楽曲を聞き考えを変える。「ヴァイオリンのメンバーがほしい」と考えるERENと、「エレキヴァイオリンを活かせたら」と思ったRINAの利害が一致する形で加入。
SEIYA（ベース）
3月5日生まれ。
中学校3年生の頃、友達同士でバンドを組むことになるがベース担当が決まらず、その時期に一緒に住んでた従兄弟がベースをやっていたので「面白そうだし俺もやろうかな」とベースを担当する。元々ロックが好きな訳でも音楽一家な訳でもなかった。後に「安易な考えでややこしい楽器を選んでしまった」と語る。ERENがプレイを確認しないまま「ほぼ人柄」のスカウトで加入。

### 旧メンバー
BOB（ドラムス）
10歳頃からドラムを始める。中学生でメタルに出会ってからは一辺倒となる。ERENが「ほぼ人柄」のスカウトで加入。2023年7月31日に「ドラマーとしてやっていきたい事をもっと極めたい」としてグループ離れる。。

## 来歴
※楽曲リリースはディスコグラフィ参照
2018年
- 7月　キーボードのTKT、ギターのERENを中心に結成。その後、ボーカルのAYAME、ヴァイオンのRINAが加入。ベースのSEIYAとドラムのBOBは当初サポートメンバーであったが、後に正式メンバーとして加入[7]
- 12月　『limit』のデモ・トラックCDをリリース。タワーレコード渋谷店、ヴィレッジヴァンガード渋谷本店で限定販売。価格は100円[13]。

2019年
- 2月　ミニアルバム『AliVe』リリース。音楽プロデューサーを平出悟が務める。収録曲『かくれんぼ』のMV公開[14]。2021年頃からYouTube、TikTokで同曲を使用されたユーザー動画が投稿されるようになり、2024年4月現在で6,450万再生[11][15][16][17]。
- 2月　リリースに合わせて全国21ヶ所のライブツアー『AliAliVe 2019』を開催[18]。
- 5月　新曲『impulse』のミュージックビデオ公開（撮影:POSSIBLE）[19][20]。
- 7月　福岡ソフトバンクホークス『鷹の祭典2019』に楽曲『joker』提供[21][22][23]。実質2日で制作[24]。
- 9月　ミニアルバム『realize』リリース。合わせて全国42ヶ所のライブツアー『AliAliVe 2019 -realize-』を開催[25][26]。
- 9月　『realize』が日本テレビドラマ『火村英生の推理2019』の主題歌に[27][28]

。
2020年
- 1月　初のワールドツアー『AliAliVe2020 Around the World -Re:AliVe-』を開催するも新型コロナウィルスの影響により、日程途中で中止に[29][30]。
- 3月　新曲『eye』のMV公開（監督:多田卓也）[31][32]。
- 12月　初の全世界同時配信『AliAliVe2020 -Refrain Mayday-』を開催[33][34]。

2021年
- 2月　YouTubeアニメ『異能のアイシス』オープニングテーマに『limit』がタイアップ[35][36][37]。
- 3月　オンラインコミュニティアプリ『FANFARE』リリース[38][39]。
- 4月　ワンマンツアー『AliAliVe 2021 -FANFARE-』を全国9ヶ所で開催。[40]。
- 7月　5月の東京公演が無観客開催だった為、リベンジ公演を開催[41]。
- 12月　フルアルバム『Me』リリース。それに伴い『-Me- release special 100円LIVE』を開催。入場料は100円[42][43]。

2022年
- 2月　『Me』リリースツアー『AliAliVe 2022 -Me-』を全国5ヶ所で開催[43]。初のライブ参加者向けの『初めてのAliAライブ参加チケット！』も用意された[44]。
- 10月　ショーケース・ライヴ・フェスティバル『FM802 MINAMI WHEEL』出演[45]。

2023年
- 2月　ワンマンツアー『AliAliVe 2023 -rebirth-』を全国5ヶ所で開催[2][46]。
- 7月　日比谷野外大音楽堂で『AliAliVe2023 -FANFARE- 5th Anniversary』を開催[47]。オンラインコミュニティアプリ『FANFARE』会員は無料招待だった[48]。
- 7月　メンバーのBOBが脱退[11]。
- 8月　BIGMAMAとのツーマンライブ『ライブナタリー “AliA × BIGMAMA”』に出演[49]。
- 10月　テレビアニメ『経験済みなキミと、経験ゼロなオレが、お付き合いする話。』のエンディングテーマ曲に『あいことば』がタイアップ[50][51][52]。
- 11月　ライブツアー『AliAliVe 2023 -animation-』を全国3ヶ所で開催[11][53]。

2024年
- 1月　テレビアニメ『結婚指輪物語』のエンディングテーマ曲に新曲『ココロノナカ』がタイアップ[54][55][56]。
- 4月　テレビアニメ『神は遊戯に飢えている。』のオープニングテーマ曲に新曲『NewGame』がタイアップ[57][58][59]。

## ディスコグラフィ

### デモ音源
| # | タイトル | 発売日         | 規格 | 品番     | 収録曲 | 順位 |
| - | -------- | -------------- | ---- | -------- | ------ | ---- |
| 1 | limit    | 2018年12月26日 | CD   | AliA0001 | limit  |      |

### 配信シングル
| #  | 発売日         | タイトル              |
| -- | -------------- | --------------------- |
| 1  | 2019年7月23日  | SLIDE SUNSET          |
| 2  | 2020年12月16日 | リフレインメーデー    |
| 3  | 2021年1月29日  | Promise               |
| 4  | 2021年4月30日  | ステロイド            |
| 5  | 2021年3月24日  | ゆびさき              |
| 6  | 2021年8月4日   | ノスタルジア          |
| 7  | 2021年9月8日   | おにごっこ            |
| 8  | 2021年10月20日 | 100年に一度のこの夜に |
| 9  | 2022年10月21日 | シンデレラストーリー  |
| 10 | 2023年1月11日  | 僕が僕であるために    |
| 11 | 2023年10月14日 | あいことば            |
| 12 | 2024年1月7日   | ココロノナカ          |
| 13 | 2024年4月2日   | NewGame               |
| 14 | 2024年4月27日  | emotion               |

## タイアップ

### 主題歌・テーマソング
| 楽曲         | タイアップ                                                                                 | 収録作品                     |
| ------------ | ------------------------------------------------------------------------------------------ | ---------------------------- |
| realize      | 日本テレビドラマ『火村英生の推理2019』主題歌                                               | mini album「realize」        |
| limit        | YouTubeアニメ『異能のアイシス』オープニングテーマ                                          | mini album「AliVe」          |
| あいことば   | TVアニメ『経験済みなキミと、経験ゼロなオレが、お付き合いする話。』エンディングテーマ       | 配信シングル「あいことば」   |
| ココロノナカ | テレビアニメ『結婚指輪物語』エンディングテーマ                                             | 配信シングル「ココロノナカ」 |
| NewGame      | テレビアニメ『神は遊戯に飢えている。』オープニングテーマ                                   |                              |
| セナカアワセ | テレビアニメ『キミと僕の最後の戦場、あるいは世界が始まる聖戦 Season 2』 オープニングテーマ |                              |

### セレモニーソング
| 楽曲  | タイアップ                                     | 収録作品              |
| ----- | ---------------------------------------------- | --------------------- |
| joker | ソフトバンクホークス “鷹の祭典” 光のセレモニー | mini album「realize」 |